# سن-ماری-لا-بلانش
سن-ماری-لا-بلانش (به فرانسوی: Sainte-Marie-la-Blanche) یک کمون در فرانسه با جمعیت ۷۹۸ نفر است که در Canton of Beaune-Sud واقع شده‌است.